# Ánna Dountounáki
Ánna Dountounáki (grec moderne : Άννα Ντουντουνάκη), ou Anna Ntountounaki, née le 9 septembre 1995 à La Canée (Grèce), est une nageuse grecque, spécialiste du papillon.

## Jeunesse
Ánna Dountounáki débute par la natation synchronisée à l'âge de 7 ans et décide de se tourner vers la natation sportive en 2010.
Elle étudie et s'entraîne à la Queen Mary University of London.

## Carrière
Sélectionnée pour les Jeux olympiques d'été de 2016, elle participe au 100 m papillon et termine à la 17e place sur 45 concurrentes.
Aux Jeux méditerranéens de 2018, elle est médaillée de bronze sur le 100 m papillon et sur le relais 4 × 100 m nage libre.
Aux Championnats d'Europe en petit bassin 2019, elle remporte la médaille de bronze sur le 100 m papillon derrière la Biélorusse Anastasiya Shkurdai et l'Italienne Elena Di Liddo.
Le 18 mai 2021, elle devient championne d’Europe du 100 m papillon à Budapest (Hongrie) à égalité avec la Française Marie Wattel. En novembre de la même année, à l'occasion des Championnats d'Europe en petit bassin, elle se hisse sur la deuxième marche du podium de cette même discipline, à égalité avec la Biélorusse Anastasiya Shkurdai, tandis qu'elle décroche une médaille de bronze sur le 50 m papillon.
En juin 2024, à l'occasion des Championnats d'Europe de natation à Belgrade, elle remporte une médaille de bronze sur le 50 m papillon.